# Вішнянська обсерваторія
Вішнянська обсерваторія — громадська астрономічна обсерваторія, заснована в 1992 році біля села Вишнян, Хорватія. У 2005 році обсерваторія стала астрономічним інститутом.

## Історія обсерваторії

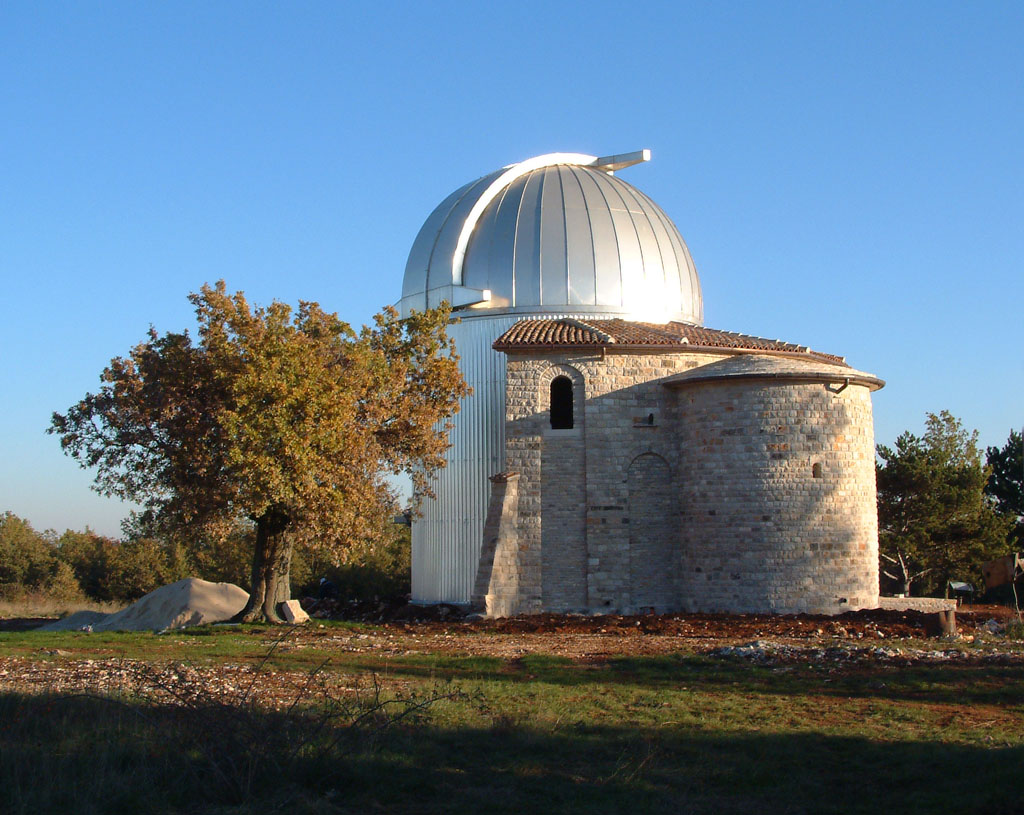
Обсерваторія Тічан під час будівництва в 2001 році

Вишнянська обсерваторія була заснована в 1992 році як громадська обсерваторія. Вона працювала в галузі астрометрії та пошуку нових астероїдів. Найбільш активно в відкриття астероїдів проходили з 1996 по 2001 рік. Збільшення світлового забруднення ускладнило спостереження у Вішняні, і вони припинилися в 2001 році. У 2009 році біля села Тічан, приблизно за 2,5 кілометри, було відкрито нову будівлю обсерваторії — Обсерваторію Тічан.
Згідно зі статистичними даними на спільному сайті обсерваторій Вішнян і Тічан, станом на 2016 рік обсерваторія використовує 11 телескопів, має штат із 78 членів і волонтерів, і зробила відкриття 1420 астероїдів і 2 комет. Центр малих планет (MPC) безпосередньо приписує Вишнянській обсерваторії відкриття 108 малих планет, а 1294 відкриття приписують особисто Корадо Корлевичу. (Власна статистика обсерваторії також може включати ненумеровані малі планети, для яких MPC не призначає першовідкривача.) Станом на січень 2011 року, Вішнянська обсерваторія посідала 13-е місце серед усіх обсерваторій світу за кількістю відкритих астероїдів, а її засновник Корадо Корлевич посідав 13-е місце в персональному заліку.
На території обсерваторії проходить кілька літніх таборів для молоді з астрономії, археології, морської біології та інших дисциплін: Молодіжний науковий табір, Літня школа науки та Вишнянська школа астрономії.

## Телескопи
- Телескоп «NR-407» (D=407-мм, рефлектор) + CCD-камера ST-6 (275x241 pixel, 27x23 microns) (за допомогою якого було відкрито 1700 астероїдів), побудовано у 1995 році.
- 20-см телескоп Шмідта-Кассегрена.

## Дослідження
- Пошук нових астероїдів та комет
- Пошук навколоземних астероїдів та ТНО
- Моніторинг малих тіл Сонячної системи

## Адреса обсерваторії
- Istarska 5, HR-52463 Visnjan, Croatia